# Лидский уезд
Ли́дский уе́зд (бел. Лідскі павет) — административная единица в составе Слонимской, Литовской и Гродненской и Виленской губерний, существовавшая в 1795—1920 годах. Центр — город Лида.

## История
Лидский уезд в составе Слонимской губернии Российской империи был образован в 1795 году на территории, отошедшей к России в результате 3-го раздела Речи Посполитой. В 1797 году уезд вошёл в состав Литовской губернии, в 1801 — в состав Гродненской, а в 1843 — Виленской губернии. В 1920 году уезд отошёл к Польше.

## Население
По данными приходских списков 1857 года в уезде проживало 108,735 тыс. чел. В том числе литовцы — 59,4 %, белорусы — 21,2 % , поляки — 6,8 %.
По данным переписи 1897 года в уезде проживало 205,8 тыс. чел. В том числе белорусы — 73,2 %; евреи — 12,0 %; литовцы — 8,7 %; поляки — 4,7 %; русские — 1,2 %. В уездном городе Лиде проживало 9323 чел.

## Административное деление
В 1890 году в состав уезда входило 24 волости:
| № п/п | Волость             | Волостное правление | Число селений | Население |
| ----- | ------------------- | ------------------- | ------------- | --------- |
| 1     | Александровская     | д. Полецкишки       | 42            | 4796      |
| 2     | Бениконская         | с. Бенякони         | 40            | 3672      |
| 3     | Белицкая            | м. Белица           | 37            | 8734      |
| 4     | Василишская         | м. Василишки        | 87            | 7534      |
| 5     | Велико-Можейковская | с. Заброевцы        | 26            | 4089      |
| 6     | Гончарская          | с. Гончары          | 26            | 4554      |
| 7     | Докудовская         | м. Докудово         | 23            | 3350      |
| 8     | Дубичская           | с. Нароши           | 53            | 6776      |
| 9     | Жирмунская          | м. Жирмуны          | 69            | 6250      |
| 10    | Жолудская           | м. Желудок          | 26            | 4600      |
| 11    | Заболотная          | с. Заболоть         | 40            | 4238      |
| 12    | Конявская           | мыза Конява         | 67            | 6918      |
| 13    | Лебедская           | с. Лебеда           | 25            | 4186      |
| 14    | Лидская             | д. Дубровно         | 93            | 5815      |
| 15    | Ляцкая              | с. Демброво         | 38            | 4665      |
| 16    | Мытлянская          | с. Мыто             | 39            | 3478      |
| 17    | Орлянская           | м. Орля             | 43            | 6605      |
| 18    | Остринская          | м. Острино          | 22            | 3959      |
| 19    | Покровская          | с. Собакинцы        | 49            | 4036      |
| 20    | Радунская           | м. Радунь           | 55            | 6983      |
| 21    | Рожанковская        | м. Рожанка          | 63            | 4282      |
| 22    | Тарновская          | с. Тарновское       | 23            | 3760      |
| 23    | Щучинская           | м. Щучин            | 58            | 6740      |
| 24    | Эйшишская           | м. Эйшишки          | 81            | 6058      |

В 1913 году в уезде было 23 волости, упразднена Велико-Можейковская волость.

## Населённые пункты
По переписи 1897 года наиболее крупные населённые пункты уезда:
| - город Лида — 9323 чел.; - местечко Эйшишки — 3196 чел.; - местечко Василишки — 2781 чел.; - местечко Острино — 2410 чел.; - местечко Желудок — 1860 чел.; - местечко Щучин — 1742 чел.; - местечко Белица — 1686 чел.; | - местечко Радунь — 1621 чел.; - местечко Вороново — 1574 чел.; - местечко Новый Двор — 822 чел.; - местечко Орля — 804 чел.; - деревня Докудово — 781 чел.; - местечко Рожанка — 777 чел.; - деревня Клешняки (бел.) — 752 чел.; | - деревня Большие Березовцы (бел.) — 580 чел.; - село Докудово — 573 чел.; - деревня Бортели — 552 чел.; - деревня Красная (бел.) — 551 чел.; - хруст. завод Неман — 523 чел.; - деревня Кулеши (бел.) — 522 чел.; - деревня Дворцовая Слобода — 505 чел. |